# Elzet
Elzet (Limburgs: Elzet) is een buurtschap ten oosten van Mechelen in de gemeente Gulpen-Wittem in de Nederlandse provincie Limburg. De buurtschap ligt op een plateau boven Mechelen. De naam is waarschijnlijk afgeleid van een elzenbosje. De buurt Ginsterberg behoort tot de buurtschap.
In Elzet staan verschillende vakwerkboerderijen. Nabij de buurtschap ligt het Elzetterbos, een onderdeel van het Vijlenerbos. In de omgeving is een authentiek Zuid-Limburgs landschap met hoogstamboomgaarden, hagen en holle wegen. Aan de oostzijde van Elzet stroomt de Hermensbeek.

## Vakwerkgebouwen in Elzet
In Elzet staan enkele vakwerkboerderijen en -huizen die tevens rijksmonument zijn.

De vakwerkgebouwen van Elzet
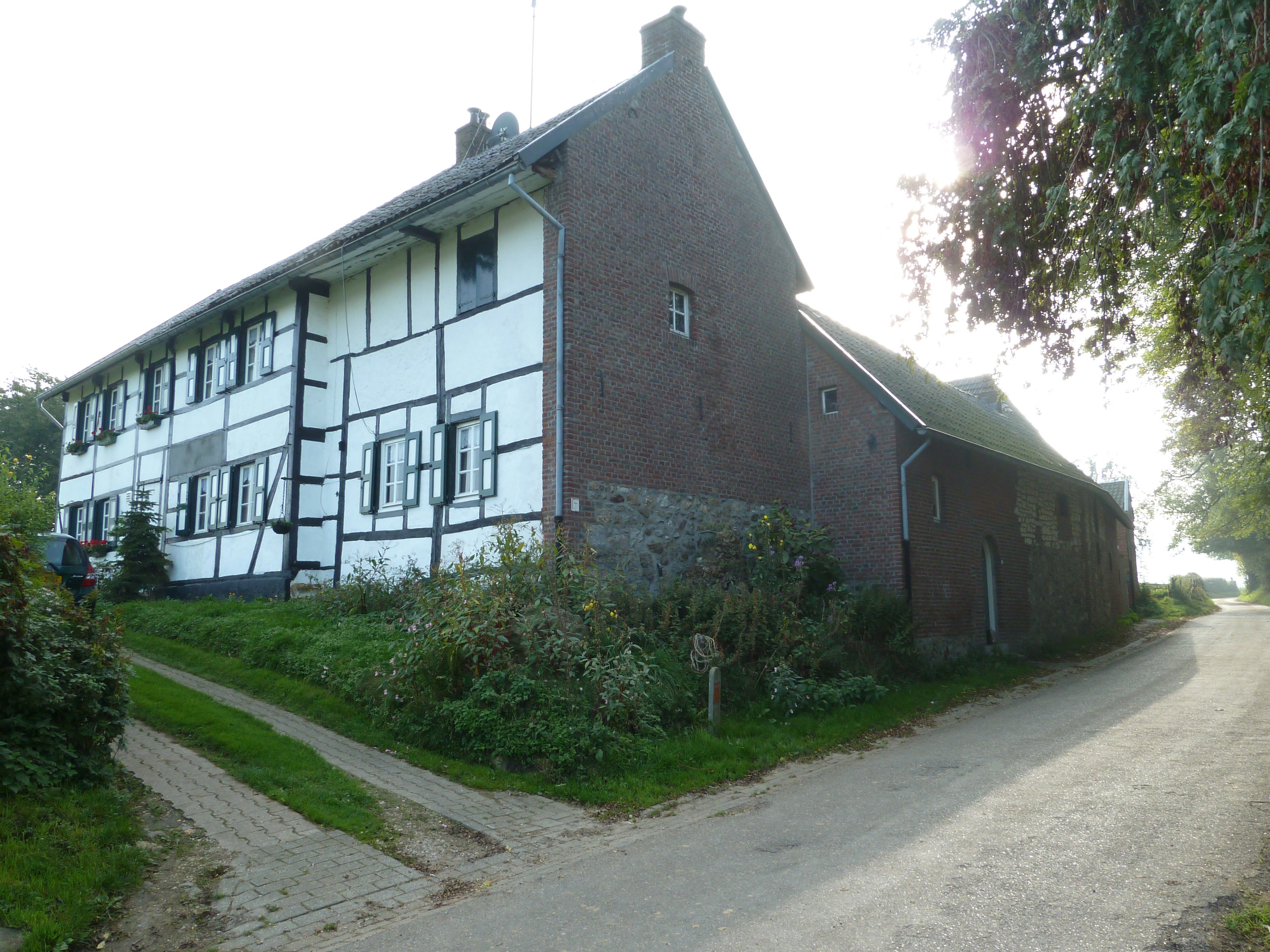
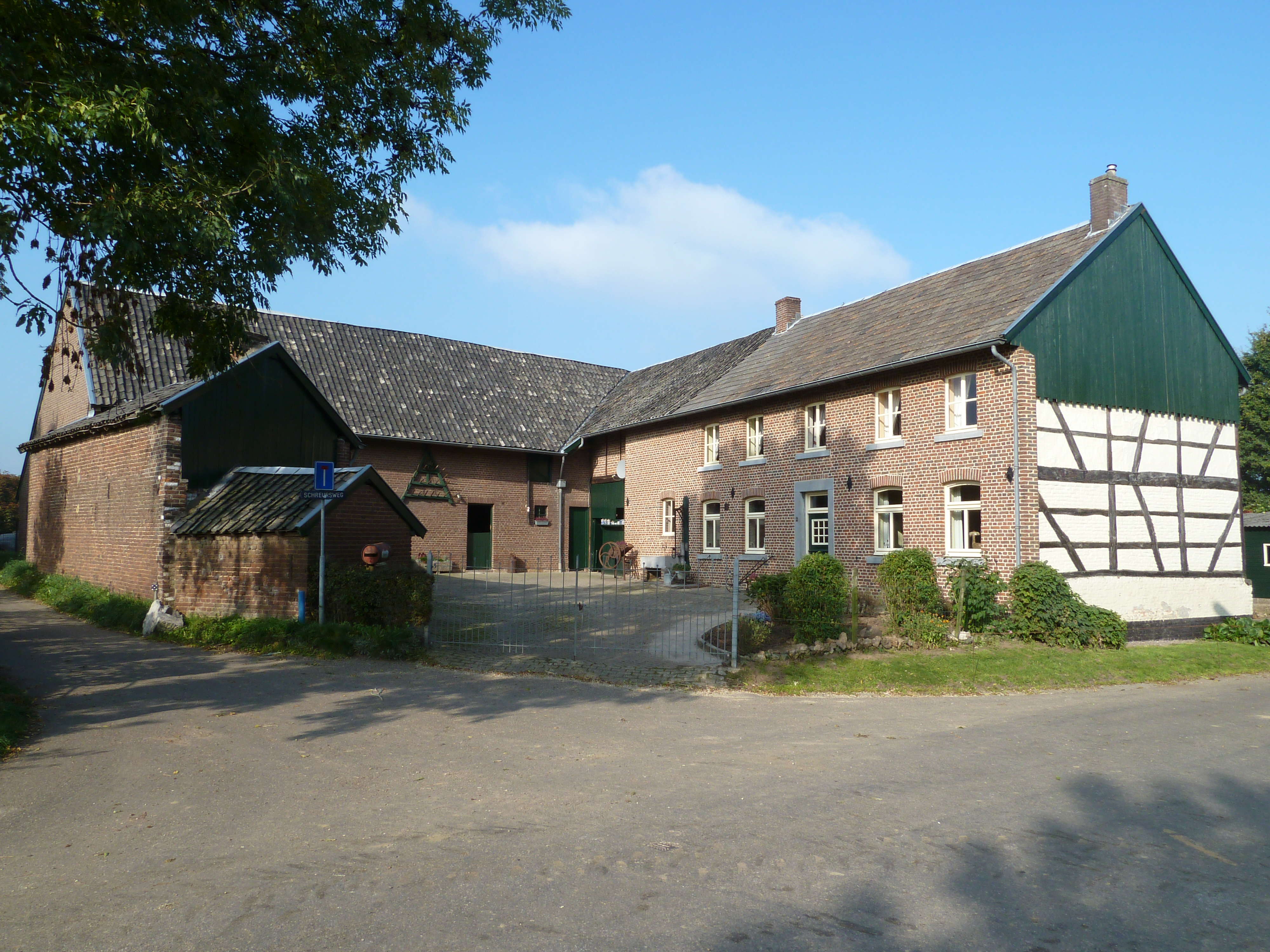
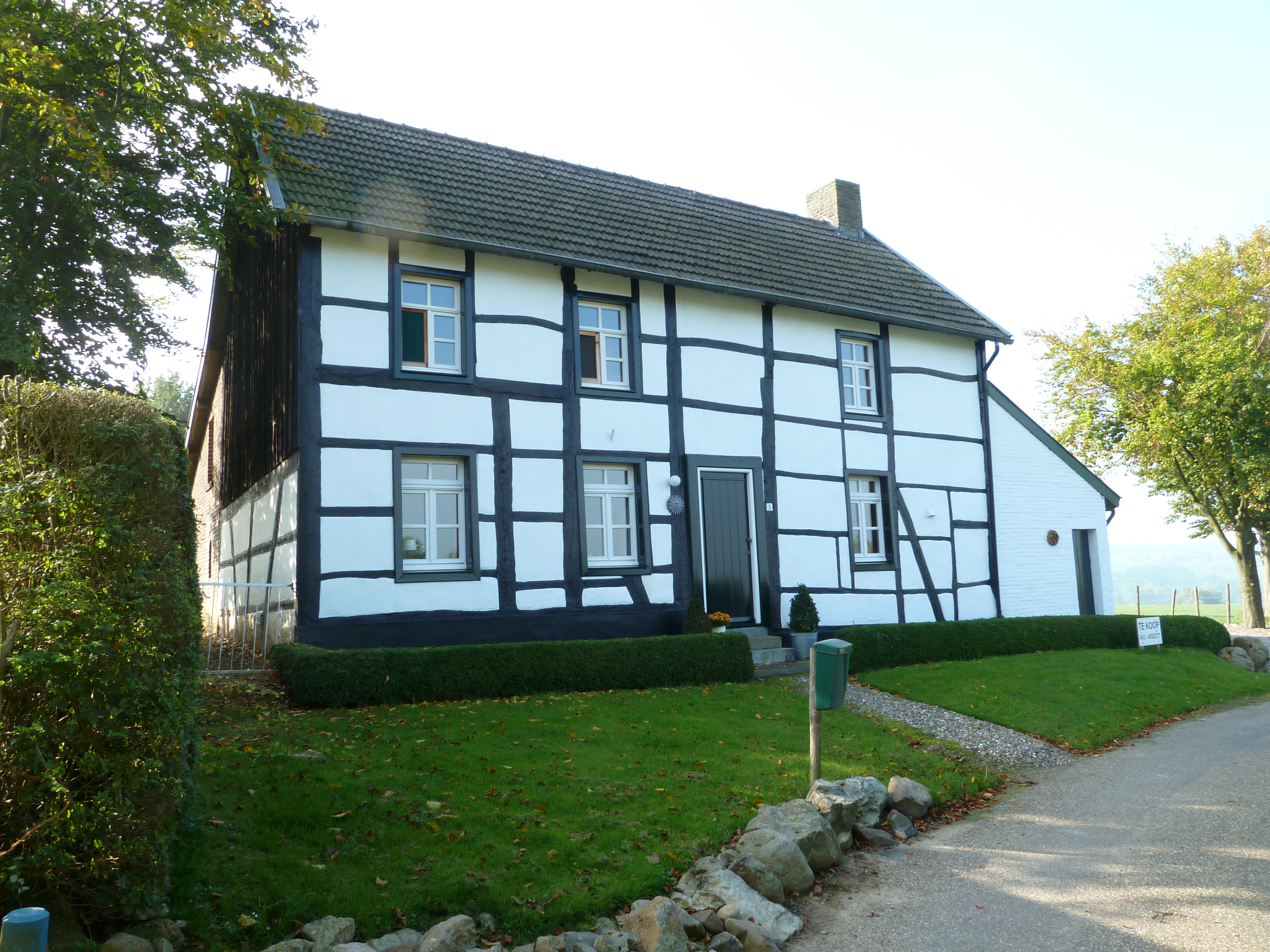

## Zie ook

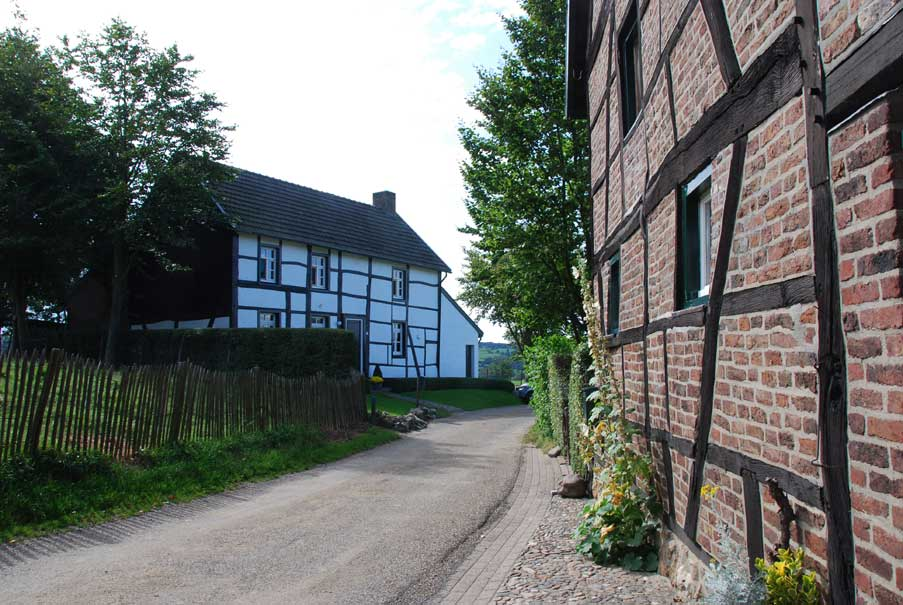
Elzet
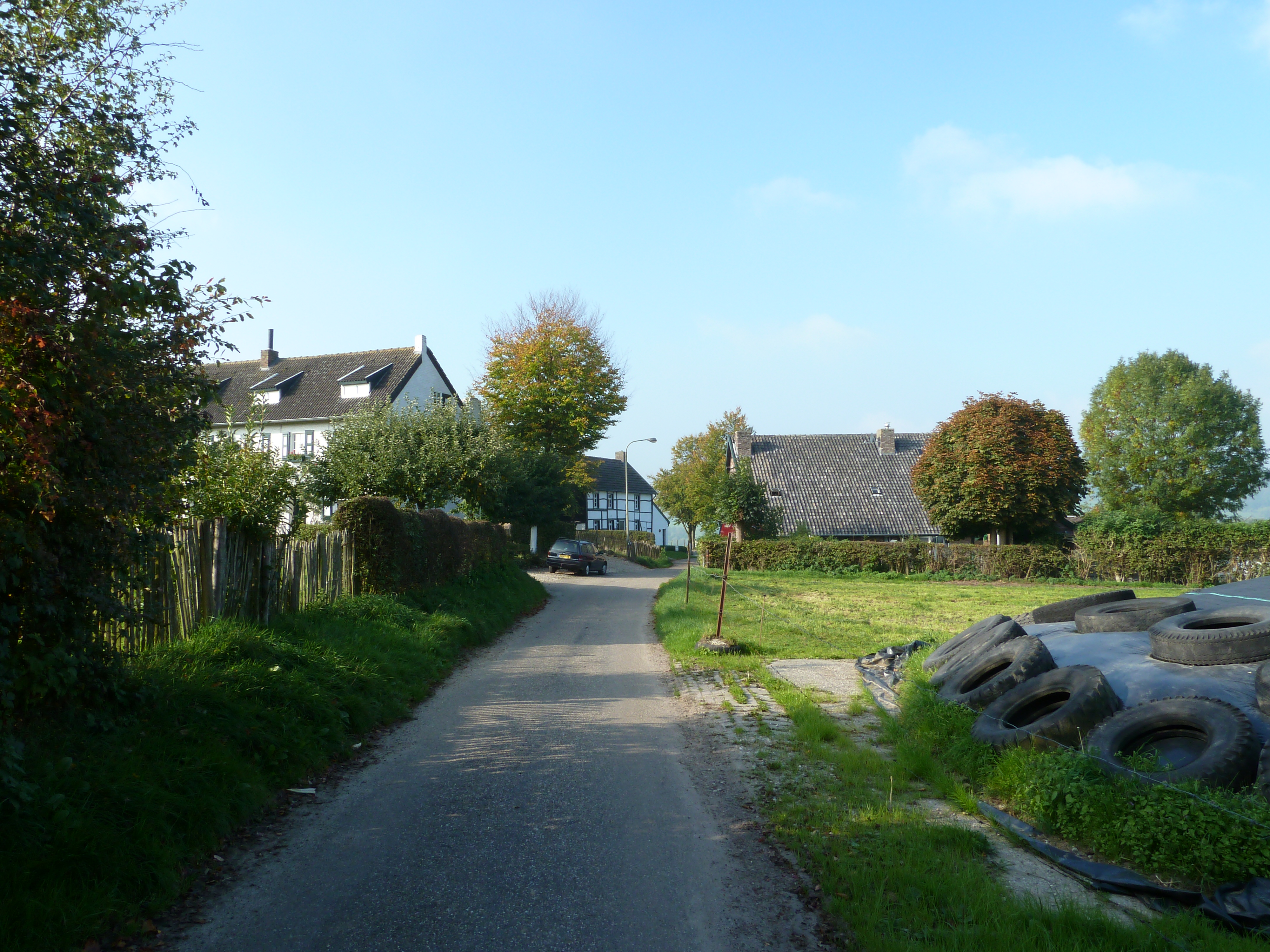
De Schreursweg van Elzet
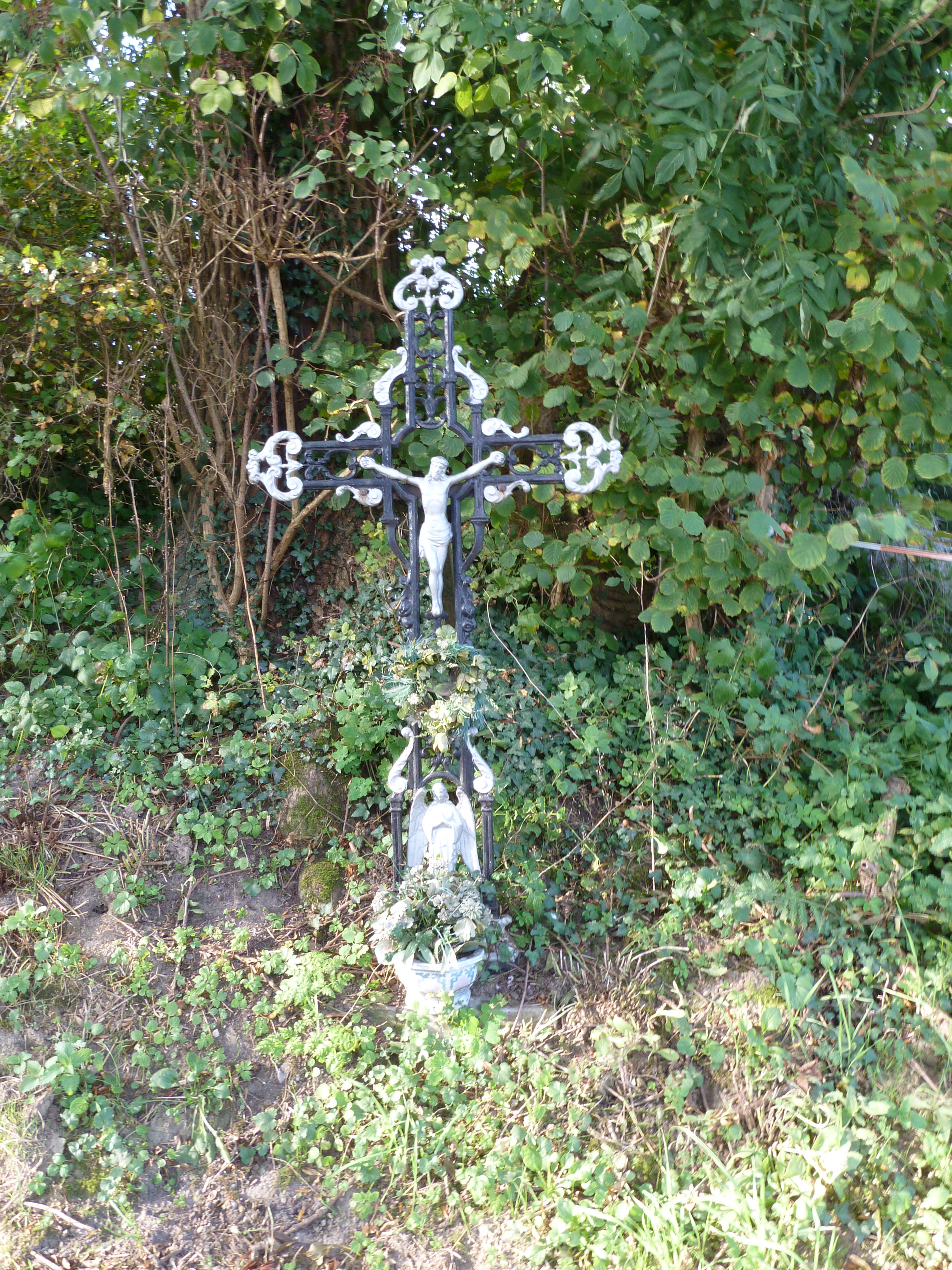
Wegkruis ter hoogte Elzeterweg 3
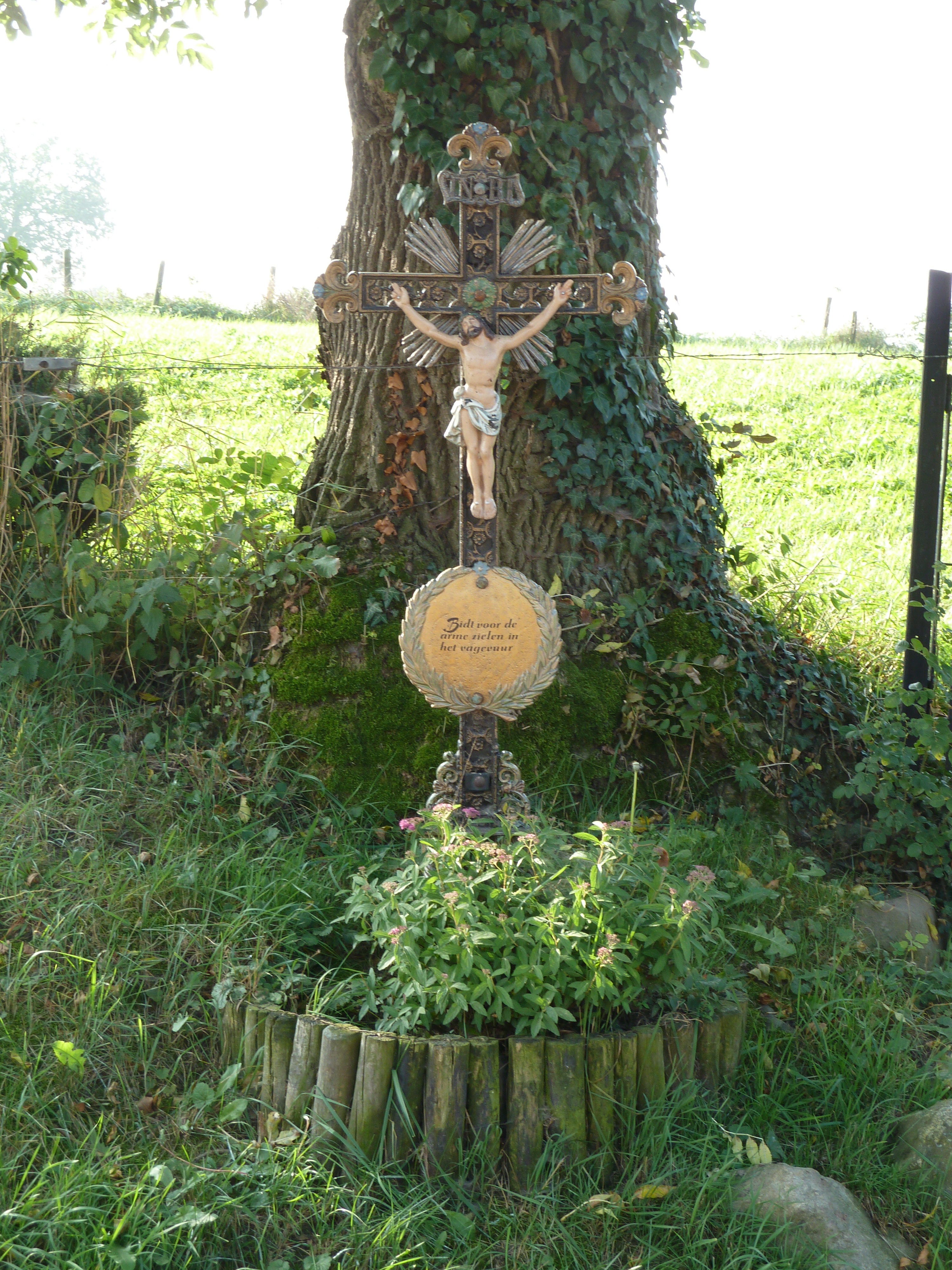
Wegkruis Elzetterweg-Schreursweg